# 青云谱站
青云谱站（曾称南昌南站），位于中华人民共和国江西省南昌市青云谱区和南昌县南莲路，为中国铁路南昌局集团的二等站，距离南昌站4公里，是一个大型货运站，为南昌钢铁厂支线与京九铁路的交汇点。
2023年8月17日，昌景黄高铁完成封锁施工，横岗站更名为南昌南站，本站更名为青云谱站。

## 历史
南昌南站建于1958年，1962年改名为青云谱站，起初为四等站，1981年1月改为南昌铁路分局直辖二等中间站，提供客货运服务，2003年为，二等站且为客、货车站
2008年名为南昌南站为一等货运站，2012年为一等货运站，目前只有货运业务。虽然没有客车在南昌南站办理客运业务，但是经常有列车在南昌南站待避，主要是南昌火车站站台不够用造成的。
2014年11月开始南昌南货场拆迁站改工程招标，货运功能将搬迁至向塘铁路枢纽区。
2016年6月20日南昌铁路局将本站等级下降为二等站。

## 站线布置
青云谱站设有两个站台，一个为侧式站台，一个为岛式站台，站台间没有天桥或者地道连接。

## 交通
目前，经过青云谱站的公交车有89路[站名为：青云谱南路南口]。